# Gare de Pont-de-Quart - Châtillon
Pour les articles homonymes, voir Gare de Châtillon.
La gare de Pont-de-Quart - Châtillon est une gare ferroviaire française fermée de la ligne de Livron à Aspres-sur-Buëch, située sur le territoire de la commune de Solaure en Diois, dans le département de la Drôme en région Auvergne-Rhône-Alpes.
Mise en service en 1894, elle est fermée en 1972. Depuis, le bâtiment voyageurs est devenu le siège de la mairie.

## Situation ferroviaire
Établie à 444 mètres d'altitude, la gare de Pont-de-Quart - Châtillon est située au point kilométrique (PK) 60,540 de la ligne de Livron à Aspres-sur-Buëch, entre les gares de Die et de Recoubeau.

## Histoire
La gare de Pont-de-Quart - Châtillon est mise en service le 1er juin 1894 par la Compagnie des chemins de fer de Paris à Lyon et à la Méditerranée (PLM), lorsqu'elle ouvre à l'exploitation la section de Die à Aspres-sur-Buëch de sa ligne de Livron à Aspres-sur-Buëch,.
Le 17 juin 1903, une ligne de tramway à vapeur à voie métrique de 8,4 km de long est mis en service entre la gare et le village de Châtillon-en-Diois par la Compagnie des Chemins de fer départementaux de la Drôme (CD). Reprise en 1920 par la Régie des chemins de fer de la Drôme, la ligne ferma le 1er mai 1931.
La gare est fermée le 6 mars 1972 lors de la suppression du service omnibus sur la ligne[réf. souhaitée].

## Patrimoine ferroviaire
Le bâtiment voyageurs abrite actuellement la mairie de Solaure en Diois.

Le bâtiment en 2011
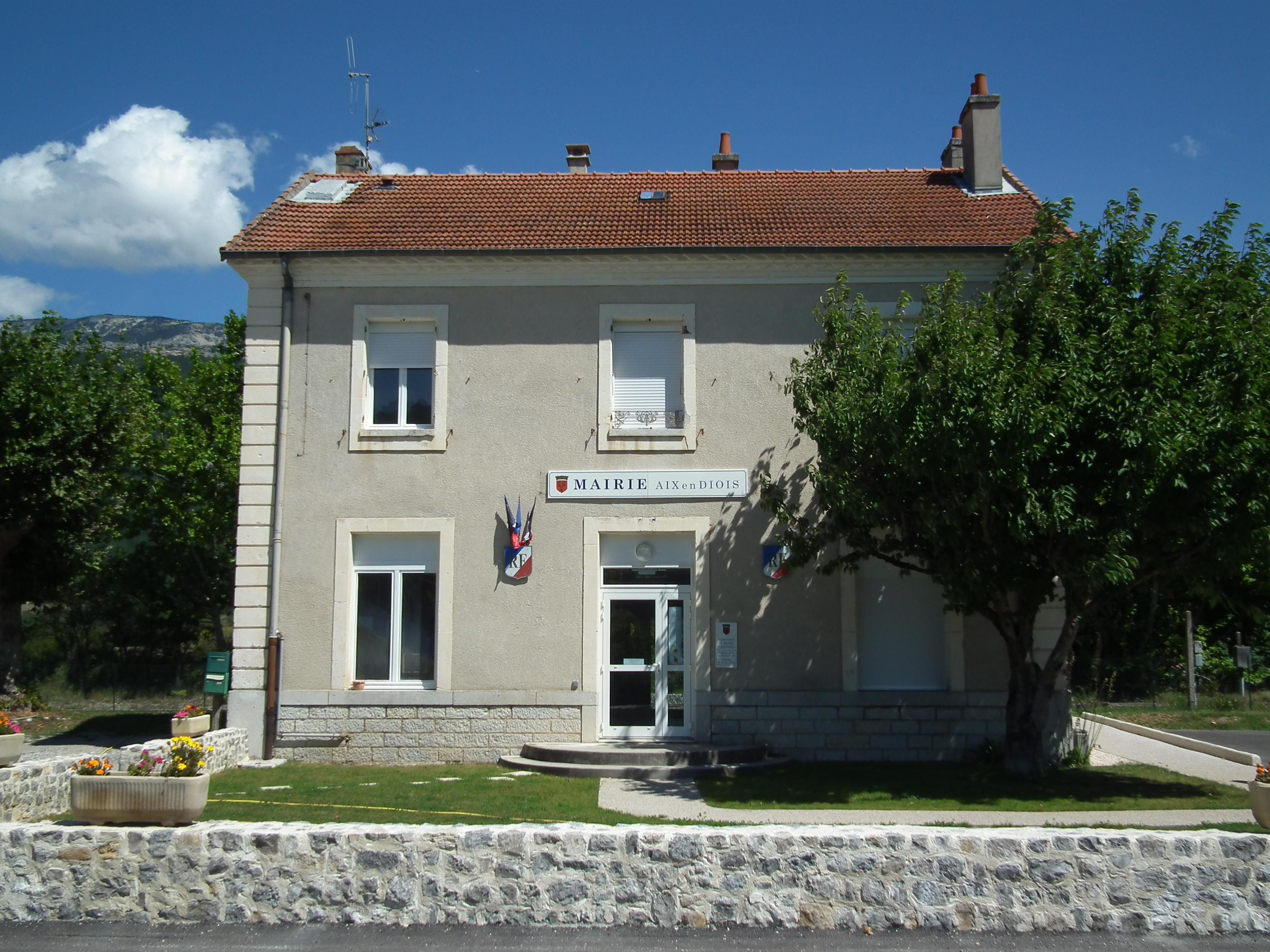